# Jean-François De Sart
Pour les articles homonymes, voir Sart.
Jean-François de Sart, né le 18 décembre 1961 à Waremme, est un joueur et entraîneur de football international belge. Il fut dernièrement directeur sportif du Standard de Liège. Il a joué quasiment toute sa carrière dans l'autre club liégeois, le Royal Football Club de Liège, et a été trois fois « Diable Rouge » en 1989.
Il est le père des jeunes professionnels espoirs Julien de Sart et Alexis de Sart.

## Biographie
Jean-François de Sart commence sa carrière au RFC Liège. D'abord chez les jeunes puis à partir de 1982 dans le noyau A.Il est un véritable clubman car il évolue pas moins de onze saisons avec les liégeois, pour un total de 373 matches toutes compétitions confondues, partagés en deux périodes.
La première commence en 1982 et se termine en 1991, Jean-François de Sart quitte alors le club pour rejoindre le RSC Anderlecht. À ce moment, le défenseur central de Liège a joué à trois reprises avec les « Diables Rouges » en 1989, mais n'a qu'un trophée à son palmarès, une Coupe de Belgique remportée en 1990.
À Anderlecht, il reste deux saisons et joue de manière parcimonieuse. En 1993, il devient champion de Belgique et décide de revenir au RFC Liège la saison suivante. Il y joue encore deux saisons avant de décider en 1995 de mettre un terme à sa carrière.
Il rejoint alors l'URBSFA comme entraîneur adjoint des moins de 13 ans puis la saison suivante des espoirs en tant qu'adjoint d'Ariël Jacobs. En 1997, il devient entraîneur de l'équipe des moins de 19 ans pour deux saisons avant de remplacer, en 1999, Ariël Jacobs comme entraîneur de l'équipe nationale espoirs.
Il parvient à qualifier l'équipe nationale espoirs pour la première fois de son histoire pour le tour final de l'Euro 2002 et à l'Euro 2007, puis atteint les demi-finale des Jeux olympiques de Pékin en 2008.
À la suite de la résiliation du contrat de l'entraîneur du Standard de Liège, László Bölöni, et de son adjoint Joaquim Rolao Preto, le Standard annonce le 12 février 2010 la collaboration jusqu'à la fin de la saison de Jean-François de Sart en tant qu'entraîneur adjoint de Dominique D'Onofrio. Il devient ensuite directeur technique de l'Académie Robert Louis-Dreyfus jusqu'au mois de juin 2011. De Sart reste parallèlement entraîneur de la sélection belge des espoirs.
Fin juin 2011, Jean-François de Sart est engagé par le nouveau président du Standard, Roland Duchâtelet, en tant que directeur sportif du club. Par la même occasion, il démissionne de toutes ses fonctions à l'Union belge de football.
En juin 2014, il est annoncé que Jean-François de Sart et le Standard de Liège ne sont pas arrivés à un accord pour prolonger son contrat en tant que directeur sportif du club.

## Palmarès
- International belge en 1989 (3 sélections)
- Huitième de finaliste de la Coupe du monde 1990 (ne joue aucun match)
- 1 fois champion de Belgique en 1993 avec le RSC Anderlecht.
- Vainqueur de la Coupe de la Ligue Pro en 1986 avec le RFC Liège.
- Finaliste de la Coupe de Belgique en 1987 avec le RFC Liège.
- Vainqueur de la Coupe de Belgique en 1990 avec le RFC Liège.
- Finaliste de la Supercoupe de Belgique en 1990 avec le RFC Liège.
- Prix du Fair-Play en 1990.